# Pfarrkirche St. Ulrich (Lavant)

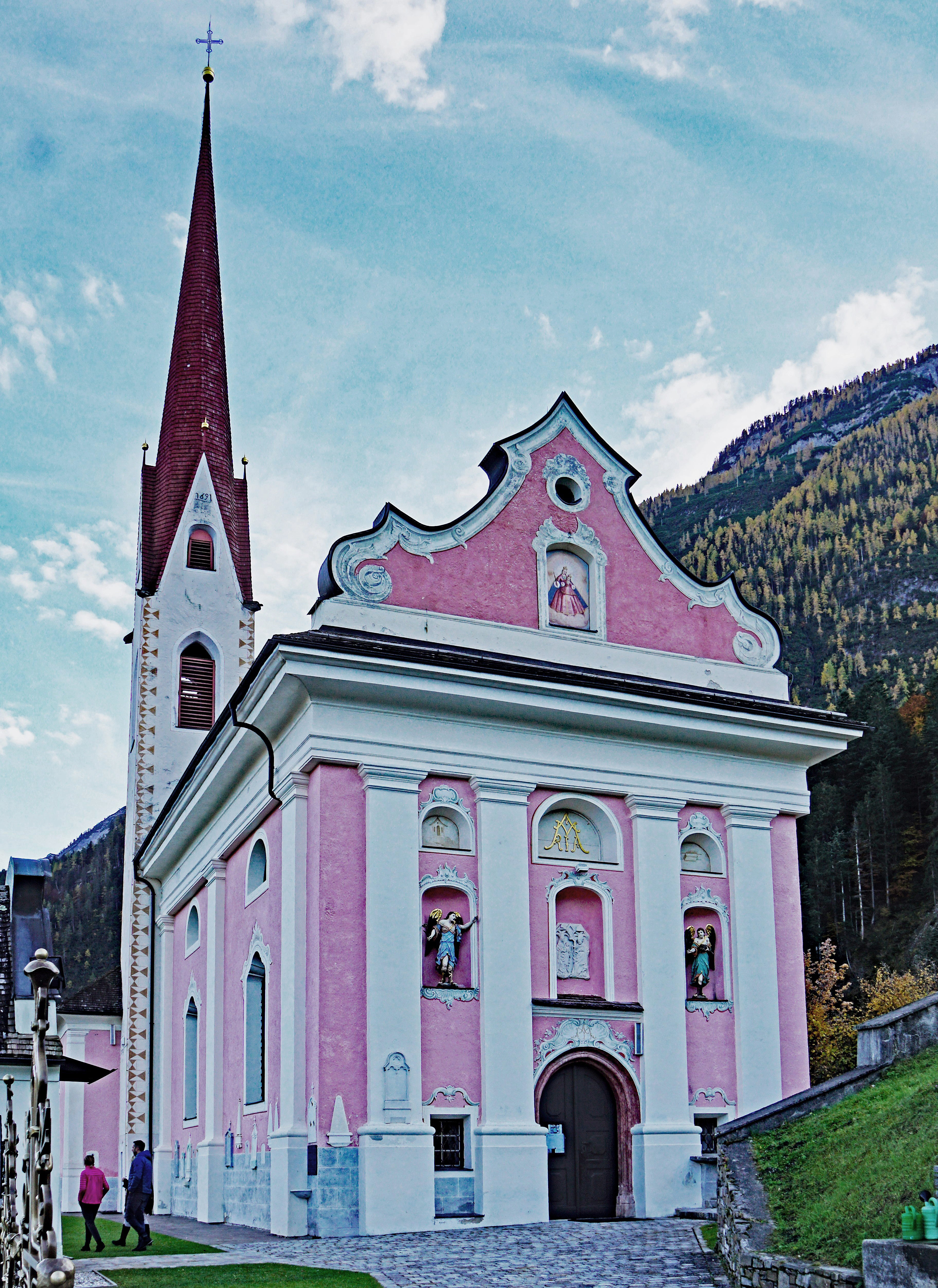
St. Ulrich, Lavant

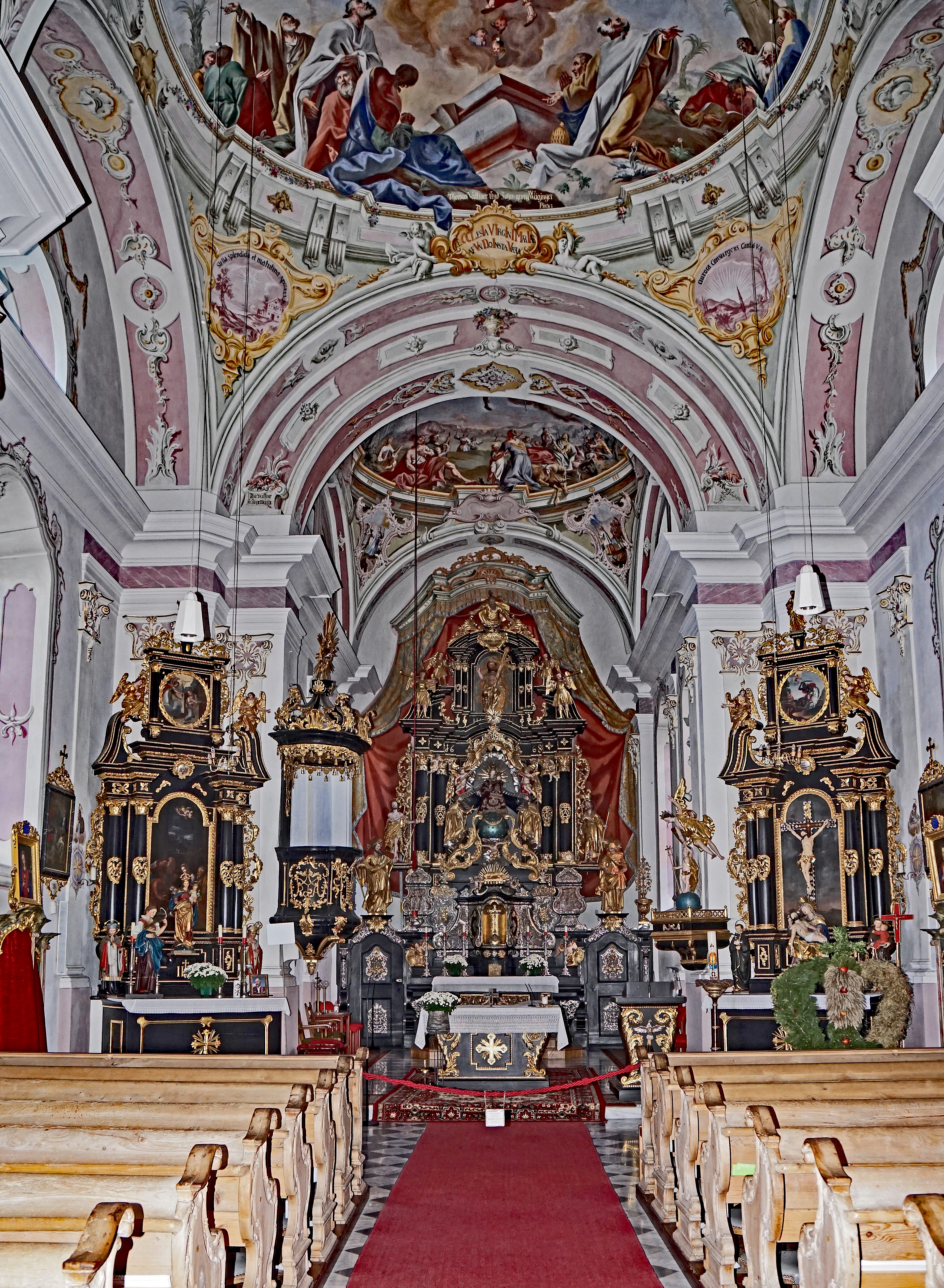
Innenansicht zum Hochaltar

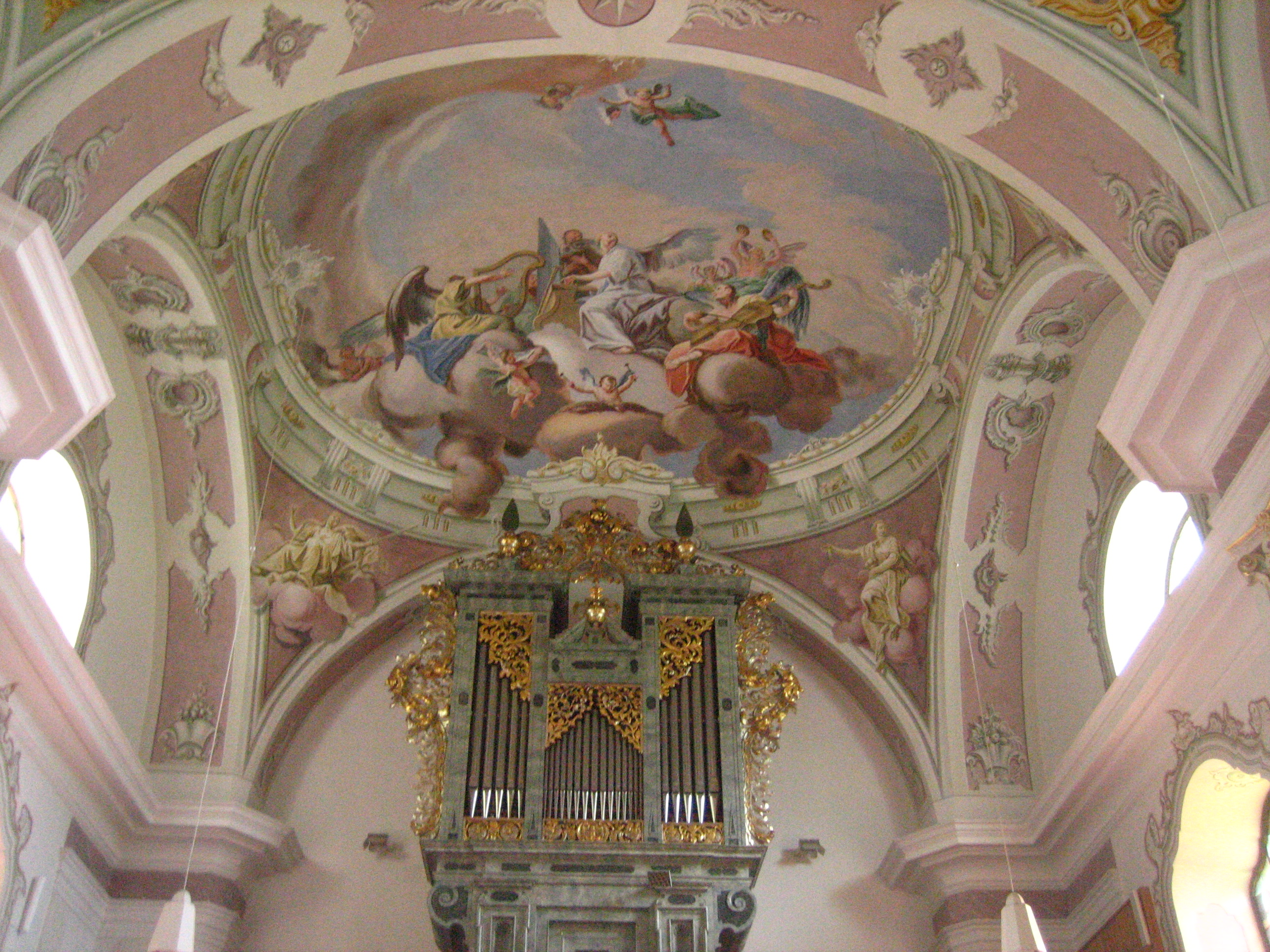
Orgel

St. Ulrich ist die katholische Pfarr- und Wallfahrtskirche des Ortes Lavant im österreichischen Bundesland Tirol und untersteht dem Bistum Innsbruck.

## Geschichte
Der Kirchbichl erlangte bereits im 4. oder frühen 5. Jahrhundert große religiöse Bedeutung als hier eine so genannte frühchristliche Bischofskirche errichtet wurde. Während ihres Bestehens wurde sie mehrfach um- und ausgebaut. Die prächtig ausgestattete Kirche diente bereits damals der Reliquienverehrung. Die Kirche und die umgebende Siedlung wurden um 600 von herabstürzenden Felsbrocken zerstört.
Nach dem Neubau zwischen 750 und 1050 wurde sie ab 1500 gotisch vergrößert, jedoch 1770 unter Tomas Mayr im Stil des Barock großzügig umgebaut. Das Spitzbogenportal blieb dabei jedoch erhalten. Der Turm wurde ab 1660 errichtet, die Fertigstellung zog sich jedoch etwa 30 Jahre hin. Neben der Funktion als Pfarrkirche dient sie als Wallfahrtskirche, der Grund dafür ist ein Madonnen-Gnadenbild aus dem 17. Jahrhundert.
Die Orgel stammt aus dem Jahre 2002, wurde jedoch im alten Gehäuse aus dem 17. Jahrhundert eingebaut.

## Vorbauten
Bei archäologischen Ausgrabungen in den 1990er Jahren wurden Reste der alten frühchristlichen Kirche aus dem 5. Jahrhundert entdeckt. Die letzte Komplettsanierung erfolgte in den Jahren 1992–1996.

## Bauwerk
Das zentrale Deckengemälde im Langhaus stellt die Himmelfahrt Marias in einer Pseudokuppel dar.
Das Gemälde im Gewölbe über der Orgel zeigt musizierende Engel.

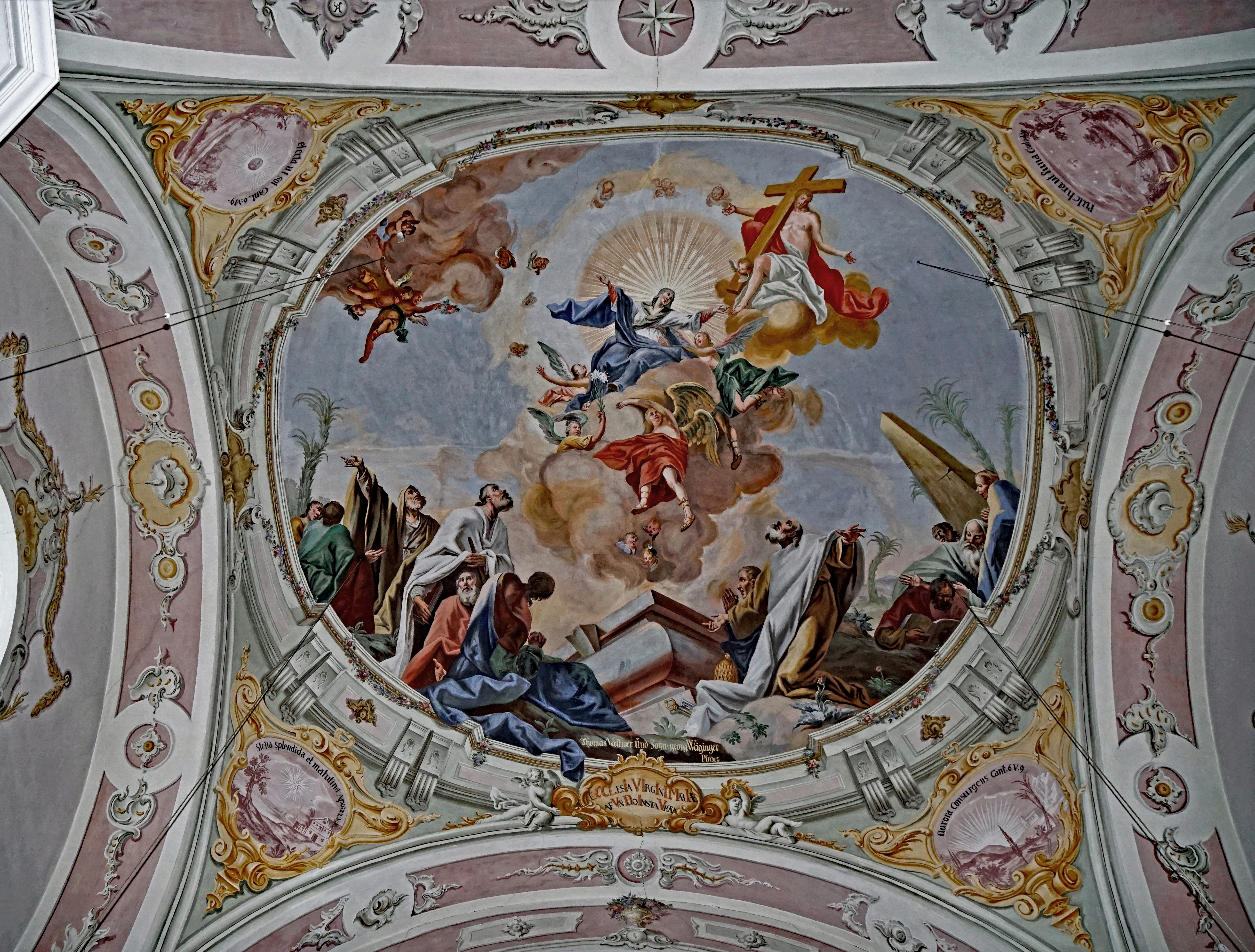
Himmelfahrt Marias, Deckengemälde
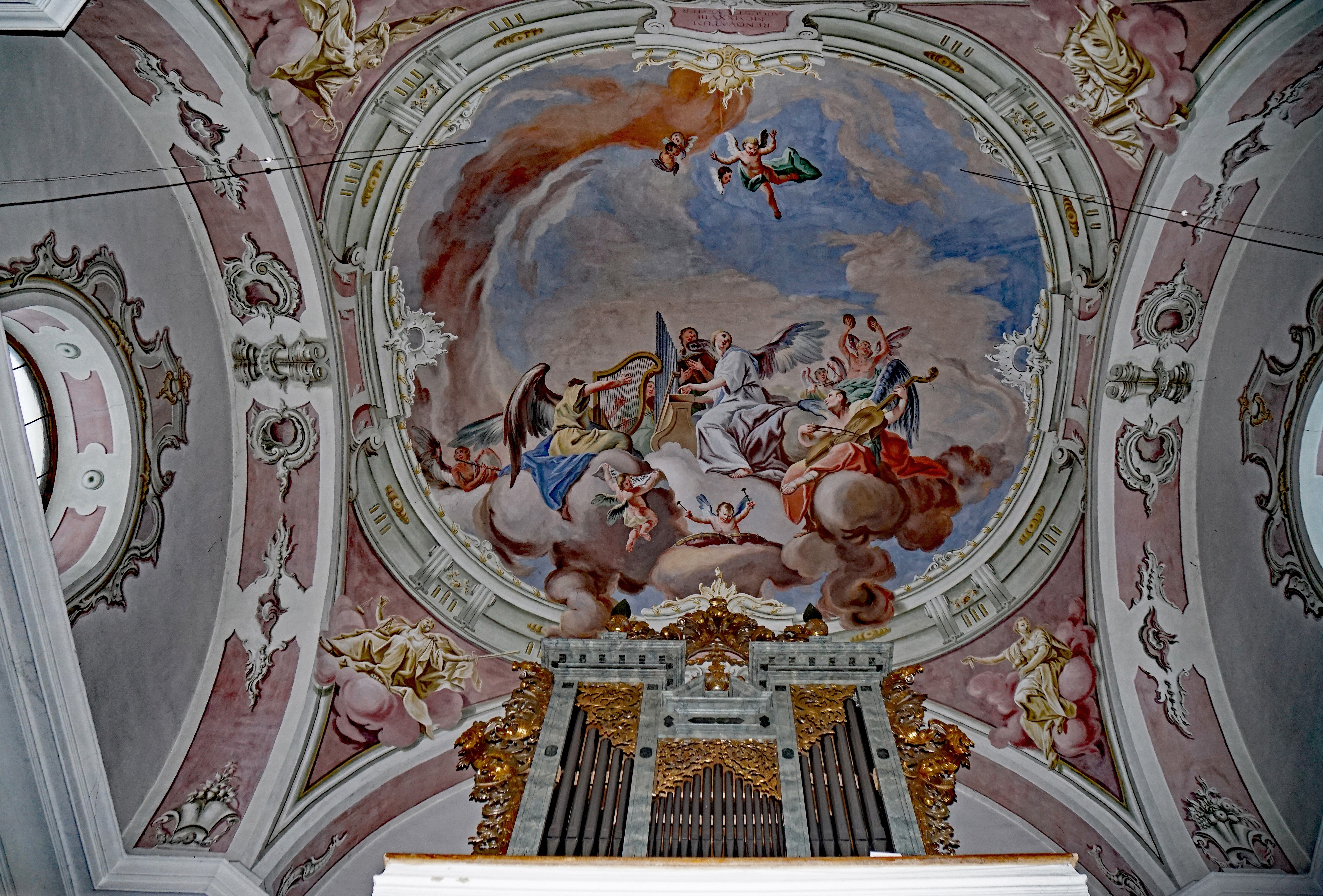
Musizierende Engel.

## Einrichtung

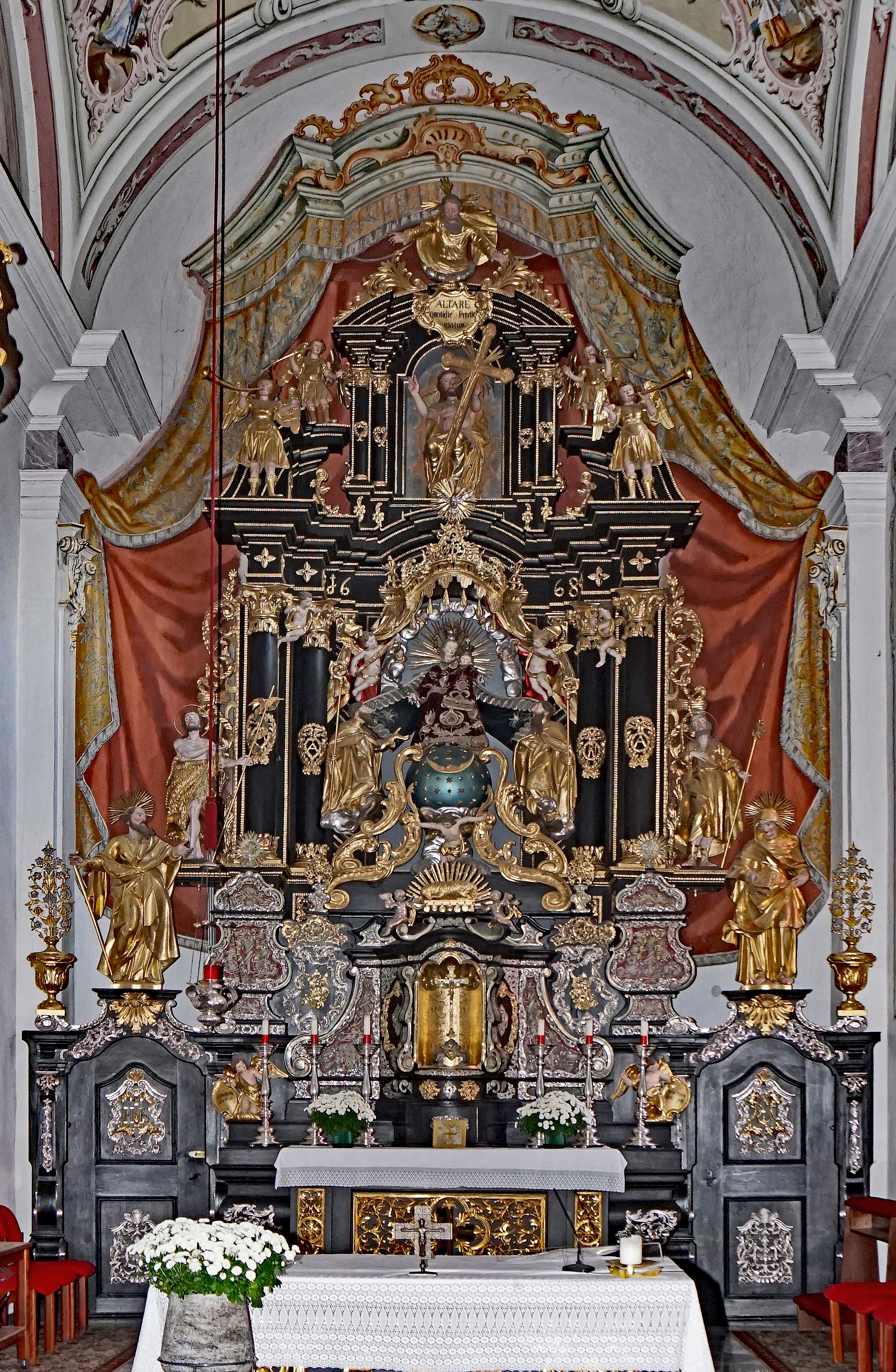
Der Hochaltar

Der barocke Hochaltar (signiert 1668) ist ein viersäuliger Ädikula-Altar mit Aufsatz im gesprengten Giebel und Opfergangstüren. Im Schrein steht eine gekrönte Marienfigur mit gekröntem Jesuskind, im Aufsatz eine Figur des Auferstandenen. Bekrönt wird der Altar durch eine Halbfigur Gottvaters.
Vor dem Triumphbogen stehen zwei barocke Seltenaltäre, links ein Marien-, rechts ein Kreuz-Altar.
Der linke Seitenaltar ist ein viersäuliger Ädikula-Altar mit Aufsatz im gesprengten Giebel. Im Schrein steht auf der Mondsichel eine gekrönte Marienfigur mit dem Jesuskind im linken Arm. In der rechten Hand hält sie den Rosenkranz. Assistenzfiguren sind links die hl. Notburga mit einer Sichel als Attribut, rechts der hl. Blasius mit gekreuzten Kerzen. Die unterschiedliche Größe der Statuen weist auf einen unterschiedlichen Ursprung hin. Das Aufsatzbild zeigt die Verkündigung Marias. Bekrönt wird der Altar durch eine Statuette des hl. Petrus.
Der rechte Seitenaltar ist ebenfalls ein viersäuliger Ädikula-Altar mit Aufsatz im gesprengten Giebel. Zentrale Figur ist ein Kruzifix. Davor steht eine Pietà.
Zur weiteren Einrichtung gehören zwei barocke Beichtstühle und Kreuzweggemälde.

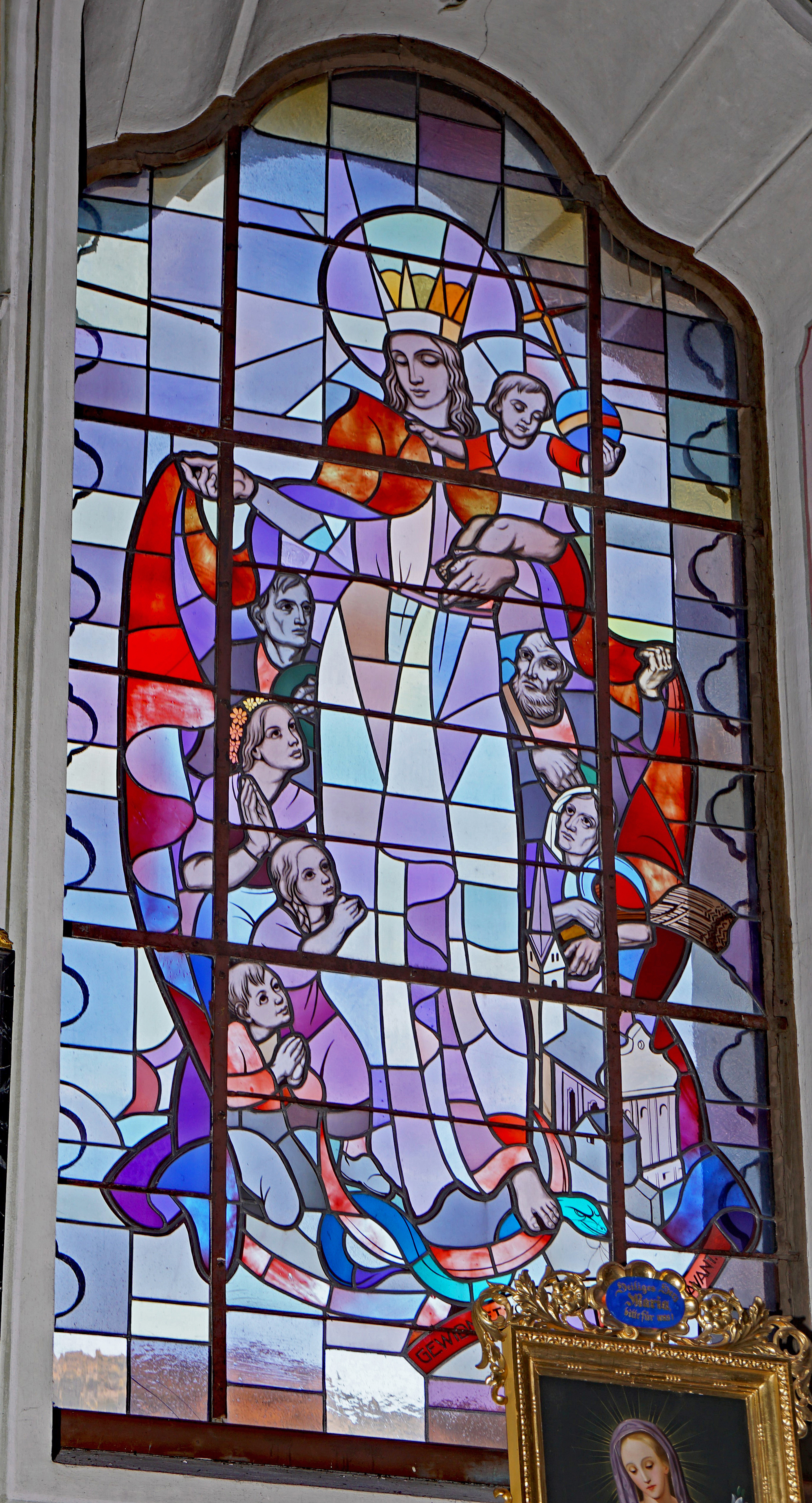
Farbglasfenster: Schutzmantel-Madonna
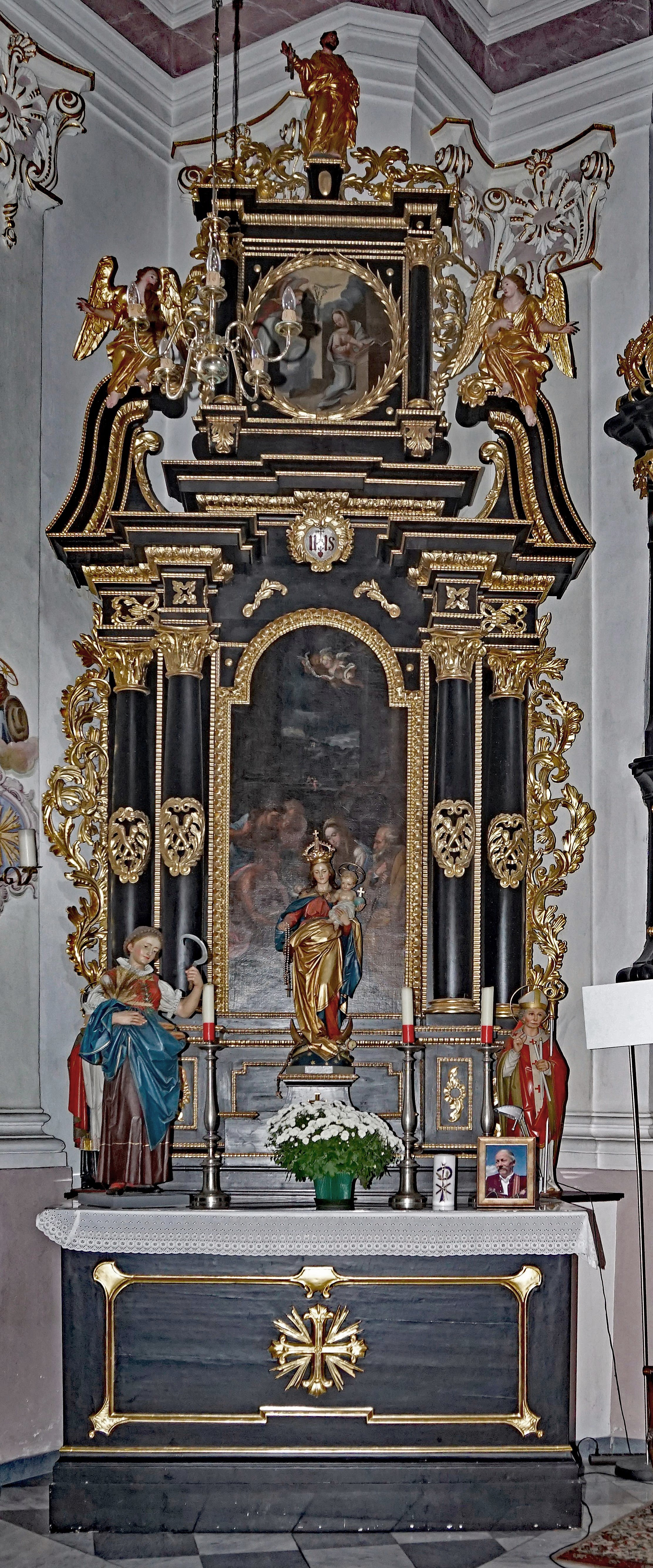
Linker Seitenaltar
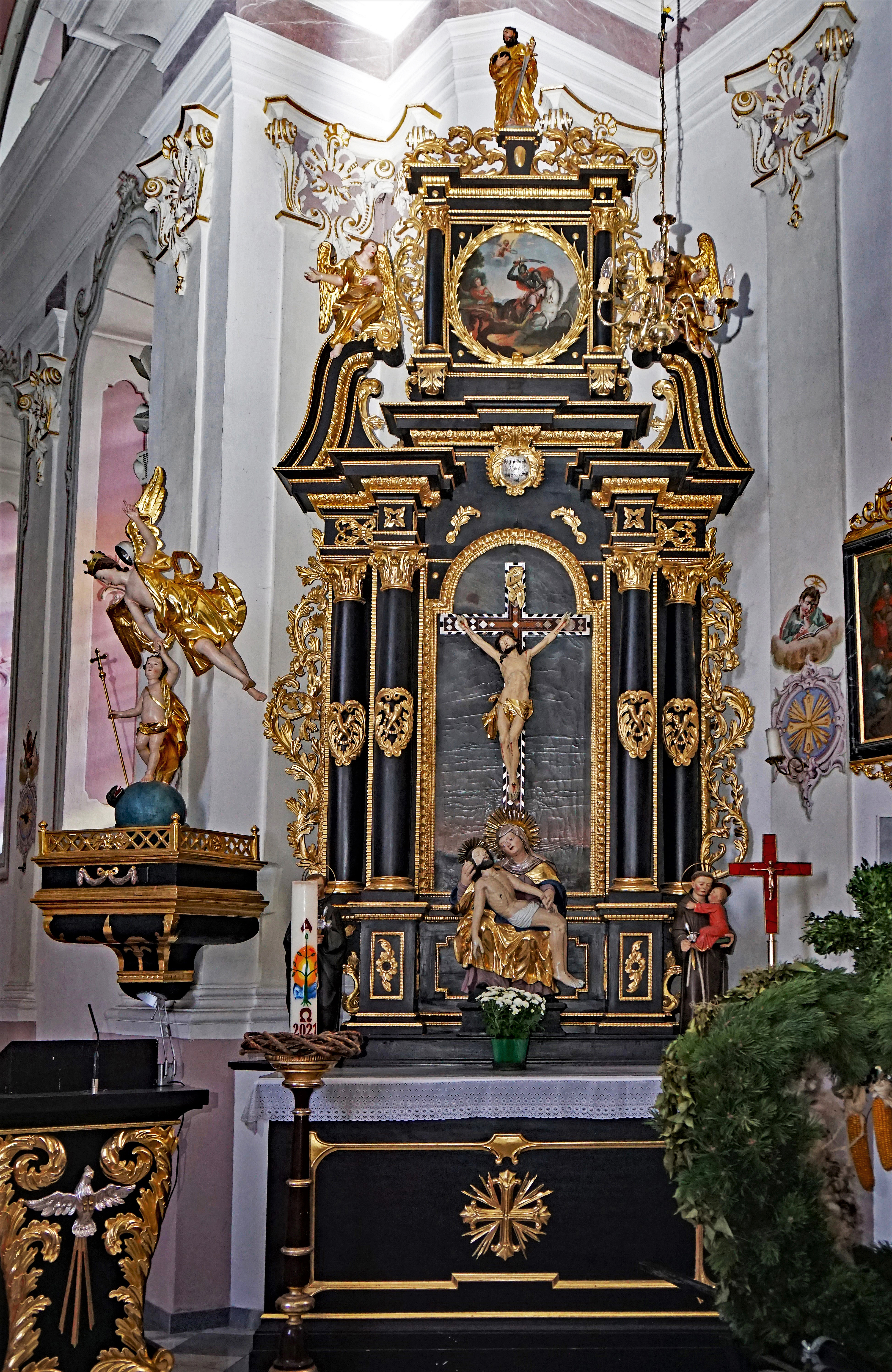
Rechter Seitenaltar
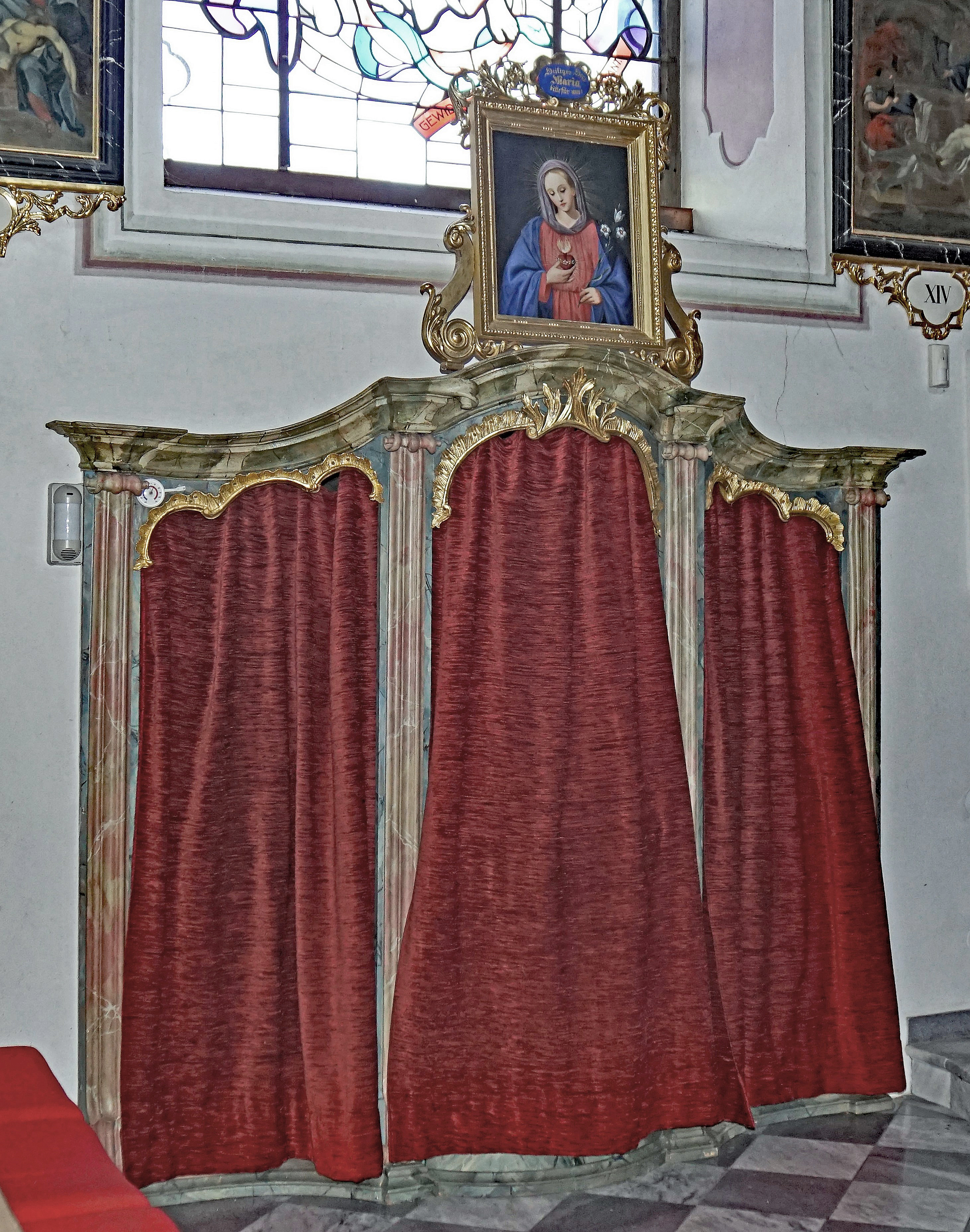
Barocker Beichtstuhl